# Мирзоев, Муса Абдулла оглы
Муса Абдулла оглы Мирзоев (азерб. Musa Abdulla oğlu Mirzəyev; 26 января 1933, Баку — 29 января 2016, там же) — советский и азербайджанский композитор, народный артист Азербайджана (2005).

## Биография
Первоначально обучался в школе композиторов, у заслуженной учительницы АзССР Лейлы Мурадовой. В 1947 поступил в Музыкальный Техникум имени Асафа Зейналлы. В 1952 стал обучаться в Консерватории имени Гаджибекова, где его преподавателем был композитор Кара Караев. Произведения Мирзоева были для разных музыкальных инструментов и в разных стилях — симфонии для оркестра, разные концерты для скрипок, поэмы для разного рода инструментов, в их числе «Поэма-ноктюрн», поэма-фэнтэзи «Легенда о Ленкорани», «Праздничная поэма» и т. п. Некоторые из произведений были исполнены Оркестром Всесоюзного Радио, Оркестром Московской филармонии и Крымским симфоническим оркестром. Также Мирзоев отредактировал знаменитый балет Афрасияба Бадалбейли «Гыз галасы» и показал редакцию зрителям в 1999 году.
С 1992 года по приглашению ректора Фархада Бадалбейли стал преподавателем в Бакинской Музыкальной Академии. Был художественным директором Филармонии имени Магомаева. С 1959 года член союза композиторов Азербайджана, в декабре 2012 на 9 съезде союза был избран членом совета директоров Союза. Бывший председатель Союза композиторов Ленкоранского района.

## Личная жизнь
Отец композитора Ильяса Мирзоева.

## Награды
- Заслуженный деятель искусств Азербайджанской ССР (1 декабря 1982 года)[2]
- Персональная стипендия Президента Азербайджанской Республики (2 октября 2002 года)[3]
- Народный артист Азербайджана (16 сентября 2005 года) — за заслуги в развитии азербайджанской культуры[4]
- Орден «Слава» (25 января 2003 года) — за заслуги в развитии музыкального искусства Азербайджана[5]
- Орден «Честь» (31 января 2013 года) — за заслуги в области развития азербайджанской музыкальной культуры[6]